# 栖真寺五佛塔
栖真寺五佛塔位于浙江省温州市平阳县鳌江镇塘川办事处罗垟村。塔呈一字形排列，均为仿木结构单檐石质塔，平面呈六边形。

## 保护现状
塔原有五座，现存四座，但塔刹均毁。五佛塔原位于栖真寺放生池前，后迁至今址，曾重新组装，现保存较为完整。2005年3月16日列入浙江省文物保护单位，2013年5月列入第七批全国重点文物保护单位。